# Morgan Hentz
Morgan Irene Hentz (Fort Thomas, 27 de julho de 1998) é uma voleibolista estadunidense, que atua na posição de líbero na seleção nacional de vôlei dos Estados Unidos e no Atlanta Vibe da Pro Volleyball Federation.

## Carreira
Hentz começou a jogar vôlei na terceira série. Ela se interessou pelo vôlei porque queria jogar com os amigos e gostava de viajar para torneios. Ela frequentou a Notre Dame Academy, onde jogou vôlei e se formou em 2016. Ela terminou o ensino médio como a 22ª recruta classificada no país e foi nomeada Jogadora Gatorade do Ano do Kentucky no último ano. Ela se comprometeu com a Universidade de Stanford para jogar vôlei universitário.
Enquanto estava em Stanford, Hentz foi a líbero titular durante todos os quatro anos. Ela ajudou Stanford a vencer os campeonatos nacionais da NCAA em 2016, 2018 e 2019. Ela foi nomeada Pac-12 líbero do ano em 2017, 2018 e 2019, e foi três vezes AVCA First Team All-American. Ela terminou sua carreira em Stanford com 2.310 pontos, o que ocupa o primeiro lugar na história do vôlei de Stanford e o quarto lugar na história do Pac-12. Além de jogar no time indoor de Stanford, ela também jogou no time de vôlei de praia de Stanford em 2017, 2018 e 2019.
Hentz foi convidado para jogar na seleção dos Estados Unidos em 2020, mas a pandemia de COVID-19 interrompeu os treinos. Em maio de 2022, Hentz fez sua estreia como jogadora da seleção nacional quando foi nomeada para o elenco de 25 jogadores do torneio da Liga das Nações de Voleibol da FIVB de 2022.

## Títulos
- Campeonato Alemão (2020–21)
- Copa da Alemanha (2021–22)[7]